# 鮑德森角 (加利福尼亞州)
鮑德森角（英語：Balderson Station）是位於美國加利福尼亞州埃爾多拉多縣的一個非建制地區。該地的面積和人口皆未知。

## 地理
鮑德森角的座標為38°56′05″N 120°45′15″W / 38.93472°N 120.75417°W，而該地的平均海拔高度為1004米（即3294英尺）。